# Piotr Kiełpikowski
Piotr Andrzej Kiełpikowski (ur. 27 listopada 1962 w Grudziądzu) – polski florecista, dwukrotny medalista olimpijski i wielokrotny medalista mistrzostw świata.

## Życiorys
Startował także w szpadzie. Większość kariery spędził w Legii Warszawa (krótki okres w Warszawiance). W 1992 wywalczył indywidualny tytuł mistrza Polski, wielokrotnie triumfował także w drużynie. 
Podczas mistrzostw świata w Lyonie w 1990 roku wspólnie z Ryszardem Sobczakiem, Leszkiem Bandachem i Adamem Krzesińskim zdobył srebrny medal w zawodach drużynowych. W tej samej konkurencji zdobywał następnie złoty medal na mistrzostwach świata w Chaux-de-Fonds (1998), srebrny podczas mistrzostw świata w Nîmes (2001) oraz brązowe na mistrzostwach świata w Essen (1993), mistrzostwach świata w Hadze (1995) i mistrzostwach świata w Seulu (1999). Był też trzeci indywidualnie na mistrzostwach świata w Chaux-de-Fonds w 1998 roku (plasując się za Ukraińcem Serhijem Hołubyckim i Kubańczykiem Elvisem Gregorym) i mistrzostwach świata w Lizbonie w 2002 roku (plasując się za Włochem Simone Vannim i Niemcem André Weßelsem).
Na igrzyskach olimpijskich w Seulu w 1988 roku zajął piąte miejsce we florecie drużynowym i dziesiąte w szpadzie drużynowej. Na rozgrywanych cztery lata później igrzyskach olimpijskich w Barcelonie reprezentacja Polski w składzie: Marian Sypniewski, Piotr Kiełpikowski, Adam Krzesiński, Cezary Siess i Ryszard Sobczak zdobyła brązowy medal w turnieju drużynowym. Indywidualnie zajął piętnaste miejsce. Brał również udział w igrzyskach olimpijskich w Atlancie w 1996 roku, wspólnie z Adamem Krzesińskim, Jarosławem Rodzewiczem i Ryszardem Sobczakiem wywalczył srebrny medal drużynowo (z powodu kontuzji brał udział jedynie w początkowej fazie rywalizacji, w kolejnych rundach zastąpił go Jarosław Rodzewicz). Na tej samej imprezie zajął 16. miejsce w zawodach indywidualnych.
Wywalczył również srebrny medal w rywalizacji drużynowej na mistrzostwach Europy w Płowdiwie w 1998 roku i brązowy podczas mistrzostw Europy w Bolzano rok później.
3 kwietnia 1995 brał udział w wypadku samochodowym, w którym zginął Bogusław Zych.

## Odznaczenia
- Złoty Krzyż Zasługi (2 września 1996, za wybitne osiągnięcia sportowe)[3]
- Krzyż Kawalerski Orderu Odrodzenia Polski (2001)[4]
- Krzyż Oficerski Orderu Odrodzenia Polski (26 września 2022, za wybitne osiągnięcia w działalności szkoleniowej i trenerskiej)[5][6]